# Fährverbindung Sauvage

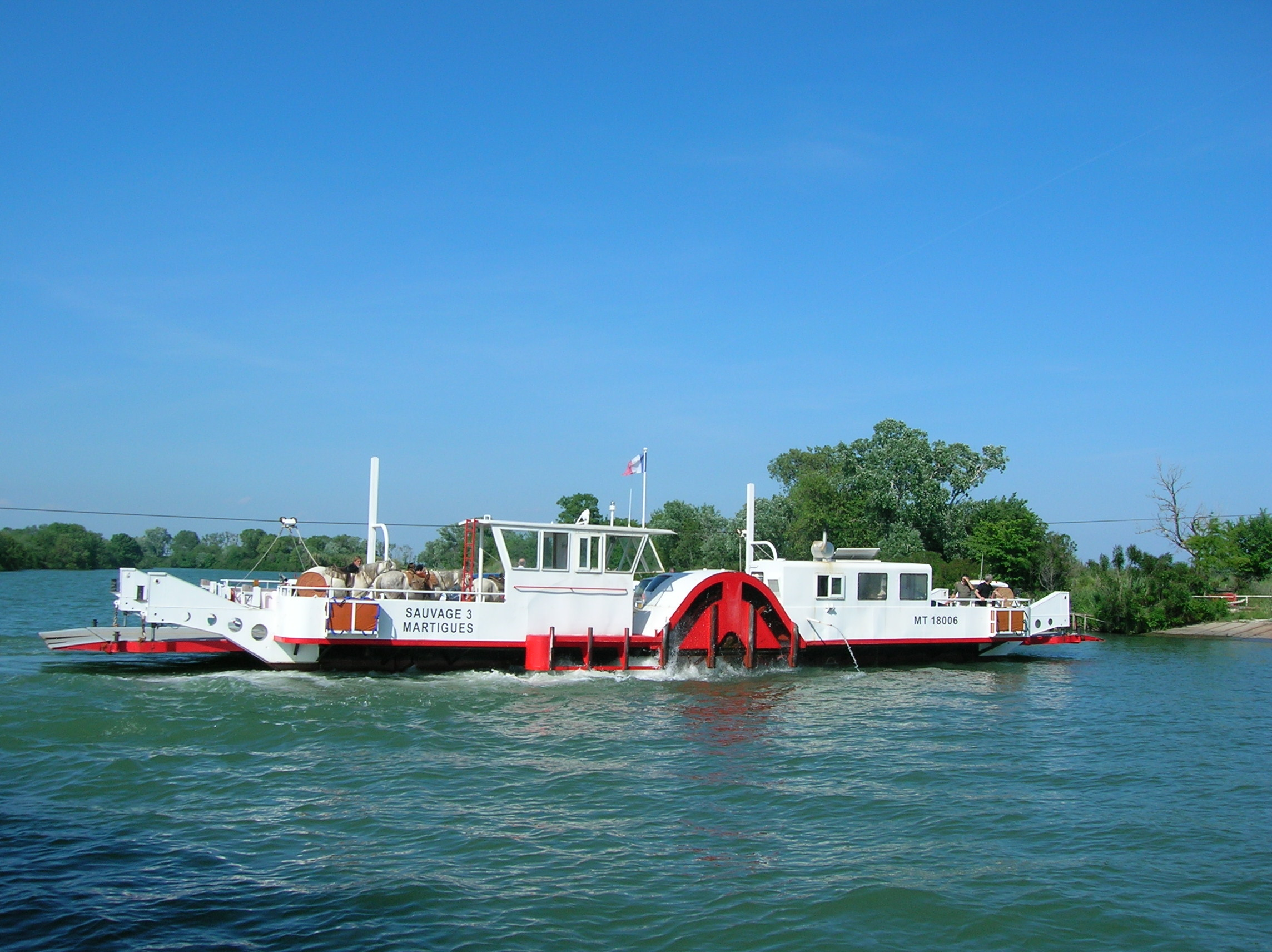
Fähre von Sauvage

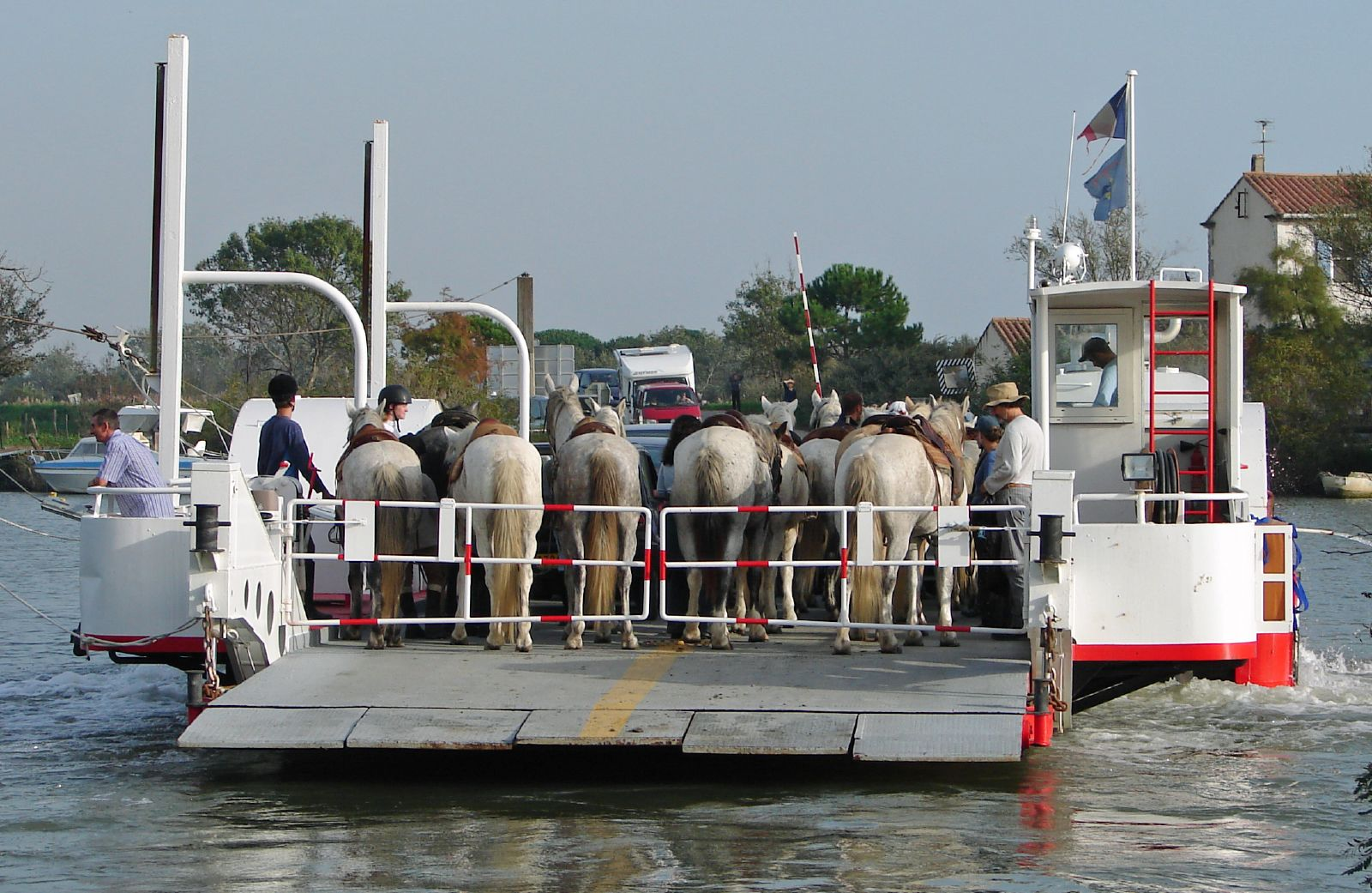
Autos und Pferde auf der Fähre

Die Fähre von Sauvage (französisch Bac du Sauvage) ist eine Kabelfähre, die die beiden Ufer der Petit Rhône in der Camargue verbindet. Sie liegt in der Nähe des namengebenden Weilers Le Sauvage, 6,5 km von Saintes-Maries-de-la-Mer und dem Mittelmeer entfernt.
Im Winter (Oktober bis März) ist die Fähre von 7.00 bis 12.00 Uhr und von 13.30 bis 19.00 Uhr in Betrieb. In der Sommersaison findet ein Betrieb von 6.00 bis 12.00 Uhr und von 13:30 bis 20:00 Uhr statt. Normalerweise findet alle 30 Minuten eine Überfahrt statt, allerdings kann an geschäftigen Tagen auch alle 10 bis 15 Minuten eine Überfahrt erfolgen. Die Fähre wird vom Syndicat Mixte des Traversées du Delta du Rhône verwaltet, das auch die Fähre Barcarin (Bac de Barcarin) an der Grand Rhône betreibt.
Die derzeit in Betrieb befindliche Fähre Bac Sauvage 3 stellt seit 1972 die Verbindung her. Sie kann 8 Autos, 30 Passagiere und Besatzungsmitglieder befördern. Die Fähre ist 28 Meter lang und 5 Meter breit. Sie wird von Rollen an einem Seil bei ihrer Fahrt geführt, da die Strömung in diesem Teil der Rhône stark ist. Der Antrieb des Schiffes erfolgt jedoch mittels Schaufelrädern.
Die Besonderheit dieser Fähre besteht darin, dass häufig Pferde zusammen mit den Autos transportiert werden. Die nächstgelegenen Reitzentren bieten Ausritte in Naturschutzgebiete an, die nur mit Führern betreten werden dürfen.